# Effetto sale
L'effetto sale è un effetto osservato in chimica negli equilibri di precipitazione, consistente in un aumento della solubilità di un composto poco solubile quando a esso viene aggiunto un forte eccesso di elettrolita.

## Spiegazione
Si consideri il generico equilibrio riguardante un sale {\displaystyle AB} poco solubile
{\displaystyle AB_{(s)}\rightleftarrows A_{(aq)}^{+}+B_{(aq)}^{-}}
a cui corrisponde una costante di solubilità espressa dal prodotto delle attività degli ioni
{\displaystyle K_{ps}=a_{A^{+}}\cdot a_{B^{-}}=f_{A^{+}}[A^{+}]\cdot f_{B^{-}}[B^{-}]}
In presenza di elevate concentrazioni di elettrolita, la quantità di ioni prodotti dalla dissociazione di questo provoca un aumento della forza ionica della soluzione. Ciò implica una diminuzione dei coefficienti di attività e, dato che la costante di solubilità è costante a temperatura costante, questo si traduce in un aumento delle concentrazioni di {\displaystyle A_{(aq)}^{+}} e {\displaystyle B_{(aq)}^{-}}. Tale aumento è indice di una maggiore solubilità, dato che il composto poco solubile è maggiormente dissociato.

## Considerazioni
L'effetto dello ione comune prevale aggiungendo un piccolo eccesso di elettrolita contenente uno ione in comune, mentre l'effetto sale prevale con un forte eccesso dello stesso elettrolita. L'effetto sale si verifica anche con elettroliti che non contengono ioni in comune col composto poco solubile ed è di maggiore intensità per i composti con ioni tri o bivalenti come AlPO4 e BaSO4 che per composti con ioni univalenti quali AgCl.